# Eisschnelllauf-Einzelstreckenweltmeisterschaften 2011

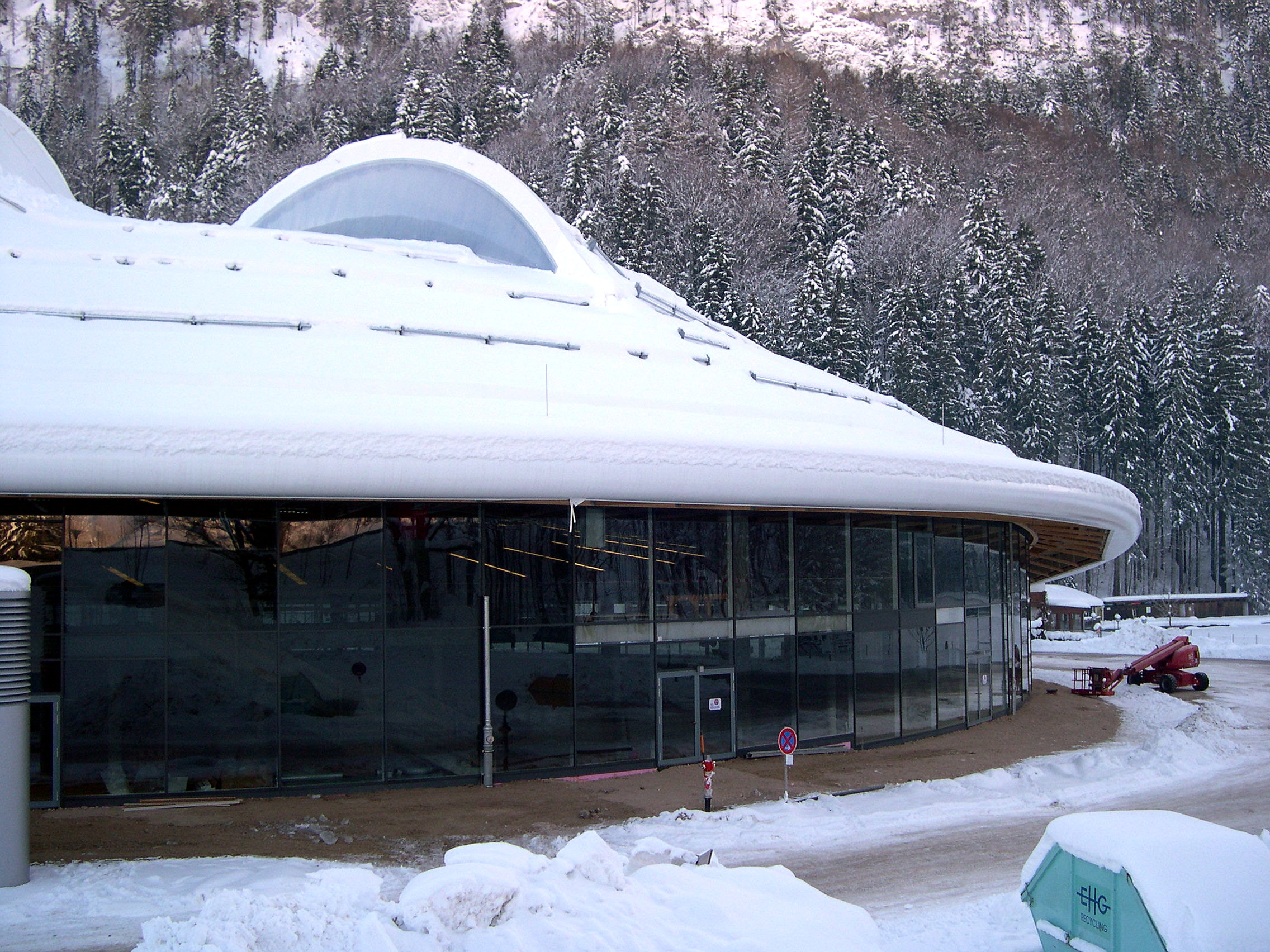
Teilansicht der neuen überdachten Eisarena Inzell

Die 13. Einzelstreckenweltmeisterschaften wurden vom 10. bis 13. März 2011 in der Max Aicher Arena in Inzell ausgetragen. Es war das erste Großereignis in dem komplett umgebauten Eisstadion.

## Programm und Zeitplan
Die Einzelstreckenweltmeisterschafteh waren die letzten Wettkämpfe und Saisonhöhepunkt der Saison 2010/11. Es wurden die Weltmeistertitel über die olympischen Einzelstrecken vergeben. Frauen und Männer trugen je sechs Wettbewerbe aus. Die Frauen maßen sich über 2 × 500 m, 1000 m, 1500 m, 3000 m und 5000 m sowie in der Teamverfolgung (sechs Runden), die Männer über 2 × 500 m, 1000 m, 1500 m, 5000 m und 10.000 m sowie ebenfalls in der Teamverfolgung (acht Runden).
Der Zeitplan der Weltmeisterschaft:
- Mittwoch, 9. März 2011
  - 18:00 Uhr: Auslosung
- Donnerstag, 10. März 2011
  - 13:30 Uhr: Eröffnungsfeier
  - 15:30 Uhr: 1500 m Herren
  - 16:30 Uhr: 3000 m Damen
- Freitag, 11. März 2011
  - 14:00 Uhr: 1000 m Herren
  - 14:55 Uhr: 1500 m Damen
  - 15:50 Uhr: 5000 m Herren
- Samstag, 12. März 2011
  - 12:00 Uhr: 1000 m Damen
  - 12:55 Uhr: 10.000 m Herren
  - 15:25 Uhr: 5000 m Damen
- Sonntag, 13. März 2011
  - 12:00 Uhr: 500 m Damen, 1. Lauf
  - 12:45 Uhr: 500 m Herren, 1. Lauf
  - 13:30 Uhr: 500 m Damen, 2. Lauf
  - 14:15 Uhr: 500 m Herren, 2. Lauf
  - 15:30 Uhr: Teamverfolgung Damen
  - 16:15 Uhr: Teamverfolgung Herren

## Teilnehmer
In den Einzeldisziplinen nahmen bis zu 24 Athleten teil, nur über 5000 m der Frauen und 10.000 m der Männer waren nur 16 Athleten zugelassen. Für die Teamverfolgung waren jeweils acht Mannschaften qualifiziert. Insgesamt konnten sich Athleten aus 21 Nationen qualifizieren.
| Teilnehmende Nationen                                               | Teilnehmende Nationen                                  | Teilnehmende Nationen                                     | Teilnehmende Nationen | Teilnehmende Nationen |
| ------------------------------------------------------------------- | ------------------------------------------------------ | --------------------------------------------------------- | --------------------- | --------------------- |
| Australien Österreich Belgien Kanada Volksrepublik China Tschechien | Dänemark Finnland Frankreich Deutschland Italien Japan | Kasachstan Südkorea Niederlande Norwegen Neuseeland Polen | Russland Schweden USA |                       |

## Bilanz

### Medaillenspiegel
| Platz  | Land                | Gold | Silber | Bronze | Gesamt |
| ------ | ------------------- | ---- | ------ | ------ | ------ |
| 1      | Niederlande         | 4    | 5      | 4      | 13     |
| 2      | Kanada              | 2    | 1      | 1      | 4      |
|        | Vereinigte Staaten  | 2    | 1      | 1      | 4      |
| 4      | Südkorea            | 1    | 2      | –      | 3      |
| 5      | Deutschland         | 1    | 1      | 3      | 5      |
| 6      | Tschechien          | 1    | 1      | –      | 2      |
| 7      | Norwegen            | 1    | –      | –      | 1      |
| 8      | Japan               | –    | 1      | –      | 1      |
| 9      | Russland            | –    | –      | 2      | 2      |
| 10     | Volksrepublik China | –    | –      | 1      | 1      |
| Gesamt | Gesamt              | 12   | 12     | 12     | 36     |

### Medaillengewinner
- Zeigt die drei Medaillengewinner der einzelnen Distanzen.

#### Frauen
| Distanz        | Gold                                                     | Silber                                                 | Bronze                                                     |
| -------------- | -------------------------------------------------------- | ------------------------------------------------------ | ---------------------------------------------------------- |
| 2 × 500 Meter  | Jenny Wolf                                               | Lee Sang-hwa                                           | Wang Beixing                                               |
| 1000 Meter     | Christine Nesbitt                                        | Ireen Wüst                                             | Heather Richardson                                         |
| 1500 Meter     | Ireen Wüst                                               | Diane Valkenburg                                       | Jorien Voorhuis                                            |
| 3000 Meter     | Ireen Wüst                                               | Martina Sáblíková                                      | Stephanie Beckert                                          |
| 5000 Meter     | Martina Sáblíková                                        | Stephanie Beckert                                      | Claudia Pechstein                                          |
| Teamverfolgung | KanadaCindy Klassen Christine Nesbitt Brittany Schussler | NiederlandeDiane Valkenburg Marrit Leenstra Ireen Wüst | DeutschlandStephanie Beckert Claudia Pechstein Isabell Ost |

#### Männer
| Distanz        | Gold                                                         | Silber                                             | Bronze                                               |
| -------------- | ------------------------------------------------------------ | -------------------------------------------------- | ---------------------------------------------------- |
| 2 × 500 Meter  | Lee Kyu-hyeok                                                | Jōji Katō                                          | Jan Smeekens                                         |
| 1000 Meter     | Shani Davis                                                  | Kjeld Nuis                                         | Stefan Groothuis                                     |
| 1500 Meter     | Håvard Bøkko                                                 | Shani Davis                                        | Lucas Makowsky                                       |
| 5000 Meter     | Bob de Jong                                                  | Lee Seung-hoon                                     | Iwan Skobrew                                         |
| 10.000 Meter   | Bob de Jong                                                  | Bob de Vries                                       | Iwan Skobrew                                         |
| Teamverfolgung | Vereinigte StaatenShani Davis Jonathan Kuck Trevor Marsicano | KanadaDenny Morrison Lucas Makowsky Mathieu Giroux | NiederlandeBob de Vries Koen Verweij Jan Blokhuijsen |

## Ergebnisse

### Frauen

#### 2 × 500 Meter
- Die Zeiten beider 500 m Läufe werden addiert und ergeben die Gesamtzeit.

| Platz | Name               | Land                | 1. Lauf 500 Meter | 2. Lauf 500 Meter | Gesamt- zeit |
| ----- | ------------------ | ------------------- | ----------------- | ----------------- | ------------ |
| 1     | Jenny Wolf         | Deutschland         | 37,98 s (1)       | 37,95 s (1)       | 75,93 s      |
| 2     | Lee Sang-hwa       | Südkorea            | 38,14 s (2)       | 38,03 s (2)       | 76,17 s      |
| 3     | Wang Beixing       | Volksrepublik China | 38,35 s (4)       | 38,04 s (3)       | 76,39 s      |
| 4     | Annette Gerritsen  | Niederlande         | 38,14 s (2)       | 38,33 s (7)       | 76,47 s      |
| 5     | Judith Hesse       | Deutschland         | 38,50 s (6)       | 38,13 s (4)       | 76,63 s      |
| 6     | Heather Richardson | Vereinigte Staaten  | 38,51 s (7)       | 38,30 s (6)       | 76,81 s      |
| 7     | Margot Boer        | Niederlande         | 38,51 s (7)       | 38,37 s (8)       | 76,88 s      |
| 8     | Nao Kodaira        | Japan               | 38,68 s (10)      | 38,27 s (5)       | 76,95 s      |
| 9     | Zhang Hong         | Volksrepublik China | 38,48 s (5)       | 38,61 s (11)      | 77,09 s      |
| 10    | Maki Tsuji         | Japan               | 38,67 s (9)       | 38,51 s (10)      | 77,18 s      |

#### 1000 Meter
| Platz | Name                   | Land                | Zeit        |  |
| ----- | ---------------------- | ------------------- | ----------- |  |
| 1     | Christine Nesbitt      | Kanada              | 1:14,84 min |  |
| 2     | Ireen Wüst             | Niederlande         | 1:15,42 min |  |
| 3     | Heather Richardson     | Vereinigte Staaten  | 1:15,45 min |  |
| 4     | Marrit Leenstra        | Niederlande         | 1:16,38 min |  |
| 5     | Jekaterina Schichowa   | Russland            | 1:16,56 min |  |
| 6     | Margot Boer            | Niederlande         | 1:16,90 min |  |
| 7     | Zhang Hong             | Volksrepublik China | 1:17,09 min |  |
| 8     | Jekaterina Aidowa      | Kasachstan          | 1:17,19 min |  |
| 9     | Yekaterina Lobysheva   | Russland            | 1:17,25 min |  |
| 10    | Brittany Schussler     | Kanada              | 1:17,29 min |  |
|       |                        |                     |             |  |
| 13    | Monique Angermüller    | Deutschland         | 1:17,33 min |  |
| 14    | Judith Hesse           | Deutschland         | 1:17,35 min |  |
| 20    | Gabriele Hirschbichler | Deutschland         | 1:18,03 min |  |

#### 1500 Meter
| Platz | Name                 | Land        | Zeit        |  |
| ----- | -------------------- | ----------- | ----------- |  |
| 1     | Ireen Wüst           | Niederlande | 1:54,80 min |  |
| 2     | Diane Valkenburg     | Niederlande | 1:56,27 min |  |
| 3     | Jorien Voorhuis      | Niederlande | 1:57,30 min |  |
| 4     | Jekaterina Schichowa | Russland    | 1:57,78 min |  |
| 5     | Christine Nesbitt    | Kanada      | 1:57,83 min |  |
| 6     | Ida Njåtun           | Norwegen    | 1:58,52 min |  |
| 7     | Brittany Schussler   | Kanada      | 1:58,53 min |  |
| 8     | Cindy Klassen        | Kanada      | 1:58,77 min |  |
| 9     | Hege Bøkko           | Norwegen    | 1:59,22 min |  |
| 10    | Yekaterina Lobysheva | Russland    | 1:59,32 min |  |
|       |                      |             |             |  |
| 13    | Monique Angermüller  | Deutschland | 1:59,86 min |  |
| 16    | Isabell Ost          | Deutschland | 2:00,23 min |  |
| 19    | Jennifer Bay         | Deutschland | 2:01,38 min |  |

#### 3000 Meter
| Platz | Name              | Land               | Zeit        |  |
| ----- | ----------------- | ------------------ | ----------- |  |
| 1     | Ireen Wüst        | Niederlande        | 4:01,56 min |  |
| 2     | Martina Sáblíková | Tschechien         | 4:02,07 min |  |
| 3     | Stephanie Beckert | Deutschland        | 4:04,28 min |  |
| 4     | Jilleanne Rookard | Vereinigte Staaten | 4:05,80 min |  |
| 5     | Eriko Ishino      | Japan              | 4:06,88 min |  |
| 6     | Diane Valkenburg  | Niederlande        | 4:07,01 min |  |
| 7     | Jorien Voorhuis   | Niederlande        | 4:08,10 min |  |
| 8     | Claudia Pechstein | Deutschland        | 4:08,11 min |  |
| 9     | Cindy Klassen     | Kanada             | 4:09,46 min |  |
| 10    | Mari Hemmer       | Norwegen           | 4:09,60 min |  |
|       |                   |                    |             |  |
| 15    | Jennifer Bay      | Deutschland        | 4:14,97 min |  |

#### 5000 Meter
| Platz | Name                | Land               | Zeit        |  |
| ----- | ------------------- | ------------------ | ----------- |  |
| 1     | Martina Sáblíková   | Tschechien         | 6:50,83 min |  |
| 2     | Stephanie Beckert   | Deutschland        | 6:54,99 min |  |
| 3     | Claudia Pechstein   | Deutschland        | 7:00,90 min |  |
| 4     | Masako Hozumi       | Japan              | 7:03,14 min |  |
| 5     | Diane Valkenburg    | Niederlande        | 7:04,15 min |  |
| 6     | Jilleanne Rookard   | Vereinigte Staaten | 7:05,71 min |  |
| 7     | Cindy Klassen       | Kanada             | 7:07,52 min |  |
| 8     | Eriko Ishino        | Japan              | 7:10,66 min |  |
| 9     | Jorien Voorhuis     | Niederlande        | 7:10,73 min |  |
| 10    | Shiho Ishizawa      | Japan              | 7:11,81 min |  |
|       |                     |                    |             |  |
| 14    | Katrin Mattscherodt | Deutschland        | 7:18,01 min |  |

#### Teamwettbewerb
- Der Teamwettbewerb geht über sechs Runden (nur Innenbahn, ca. 2310 m). Es nehmen acht Teams teil.

| Platz | Name                                                            | Land               | Zeit        |
| ----- | --------------------------------------------------------------- | ------------------ | ----------- |
| 1     | Christine Nesbitt Brittany Schussler Cindy Klassen              | Kanada             | 2:59,74 min |
| 2     | Ireen Wüst Diane Valkenburg Marrit Leenstra                     | Niederlande        | 3:00,43 min |
| 3     | Stephanie Beckert Isabell Ost Claudia Pechstein                 | Deutschland        | 3:01,82 min |
| 4     | Eriko Ishino Masako Hozumi Miho Takagi                          | Japan              | 3:03,20 min |
| 5     | Ida Njåtun Hege Bøkko Mari Hemmer                               | Norwegen           | 3:04,26 min |
| 6     | Jekaterina Lobyschewa Jekaterina Schichowa Jewgenija Dmitrijewa | Russland           | 3:05,28 min |
| 7     | Luiza Złotkowska Natalia Czerwonka Katarzyna Woźniak            | Polen              | 3:06,30 min |
| 8     | Heather Richardson Jilleanne Rookard Rebekah Bradford           | Vereinigte Staaten | 3:10,76 min |

### Männer

#### 2 × 500 Meter
- Die Zeiten beider 500 m Läufe werden addiert und ergeben die Gesamtzeit.

| Platz | Name              | Land               | 1. Lauf 500 Meter | 2. Lauf 500 Meter | Gesamt- zeit |
| ----- | ----------------- | ------------------ | ----------------- | ----------------- | ------------ |
| 1     | Lee Kyu-hyeok     | Südkorea           | 34,78 s (2)       | 34,32 s (1)       | 69,10 s      |
| 2     | Jōji Katō         | Japan              | 34,90 s (4)       | 34,52 s (2)       | 69,42 s      |
| 3     | Jan Smeekens      | Niederlande        | 34,77 s (1)       | 34,66 s (4)       | 69,43 s      |
| 4     | Mika Poutala      | Finnland           | 34,89 s (3)       | 34,76 s (5)       | 69,65 s      |
| 5     | Dmitri Lobkow     | Russland           | 35,12 s (9)       | 34,64 s (3)       | 69,76 s      |
| 6     | Jamie Gregg       | Kanada             | 35,00 s (5)       | 34,96 s (6)       | 69,96 s      |
| 7     | Jacques de Koning | Niederlande        | 35,05 s (6)       | 34,98 s (8)       | 70,03 s      |
| 8     | Tucker Fredricks  | Vereinigte Staaten | 35,07 s (7)       | 34,96 s (6)       | 70,03 s      |
| 9     | Shani Davis       | Vereinigte Staaten | 35,14 s (10)      | 34,98 s (8)       | 70,12 s      |
| 10    | Ermanno Ioriatti  | Italien            | 35,07 s (7)       | 35,09 s (12)      | 70,16 s      |
|       |                   |                    |                   |                   |              |
| 13    | Nico Ihle         | Deutschland        | 35,33 s (14)      | 35,07 s (10)      | 70,40 s (DR) |

#### 1000 Meter
| Platz | Name             | Land               | Zeit        |  |
| ----- | ---------------- | ------------------ | ----------- |  |
| 1     | Shani Davis      | Vereinigte Staaten | 1:08,45 min |  |
| 2     | Kjeld Nuis       | Niederlande        | 1:08,67 min |  |
| 3     | Stefan Groothuis | Niederlande        | 1:08,73 min |  |
| 4     | Lee Kyou-hyuk    | Südkorea           | 1:08,91 min |  |
| 5     | Denny Morrison   | Kanada             | 1:08,92 min |  |
| 6     | Simon Kuipers    | Niederlande        | 1:09,21 min |  |
| 7     | Pekka Koskela    | Finnland           | 1:09,25 min |  |
| 8     | Mo Tae-bum       | Südkorea           | 1:09,39 min |  |
| 9     | Samuel Schwarz   | Deutschland        | 1:09,64 min |  |
| 10    | Philippe Riopel  | Kanada             | 1:09,74 min |  |
|       |                  |                    |             |  |
| 18    | Nico Ihle        | Deutschland        | 1:10,58 min |  |

#### 1500 Meter
| Platz | Name             | Land               | Zeit        |  |
| ----- | ---------------- | ------------------ | ----------- |  |
| 1     | Håvard Bøkko     | Norwegen           | 1:45,04 min |  |
| 2     | Shani Davis      | Vereinigte Staaten | 1:45,09 min |  |
| 3     | Lucas Makowsky   | Kanada             | 1:45,22 min |  |
| 4     | Stefan Groothuis | Niederlande        | 1:45,51 min |  |
| 5     | Iwan Skobrew     | Russland           | 1:45,58 min |  |
| 6     | Denny Morrison   | Kanada             | 1:45,66 min |  |
| 7     | Trevor Marsicano | Vereinigte Staaten | 1:45,74 min |  |
| 8     | Mathieu Giroux   | Kanada             | 1:45,92 min |  |
| 9     | Jonathan Kuck    | Vereinigte Staaten | 1:46,26 min |  |
| 10    | Alexis Contin    | Frankreich         | 1:46,47 min |  |
|       |                  |                    |             |  |
| 16    | Robert Lehmann   | Deutschland        | 1:47,73 min |  |
| 23    | Jörg Dallmann    | Deutschland        | 1:50,62 min |  |

#### 5000 Meter
| Platz | Name               | Land               | Zeit        |  |
| ----- | ------------------ | ------------------ | ----------- |  |
| 1     | Bob de Jong        | Niederlande        | 6:15,41 min |  |
| 2     | Lee Seung-hoon     | Südkorea           | 6:17,45 min |  |
| 3     | Iwan Skobrew       | Russland           | 6:17,47 min |  |
| 4     | Alexis Contin      | Frankreich         | 6:18,85 min |  |
| 5     | Håvard Bøkko       | Norwegen           | 6:21,16 min |  |
| 6     | Jonathan Kuck      | Vereinigte Staaten | 6:23,84 min |  |
| 7     | Wouter Olde Heuvel | Niederlande        | 6:24,27 min |  |
| 8     | Shane Dobbin       | Neuseeland         | 6:25,85 min |  |
| 9     | Dmitry Babenko     | Kasachstan         | 6:29,35 min |  |
| 10    | Joshua Lose        | Australien         | 6:30,09 min |  |
|       |                    |                    |             |  |
| 12    | Patrick Beckert    | Deutschland        | 6:30,52 min |  |
| 16    | Robert Lehmann     | Deutschland        | 6:31,92 min |  |
| 23    | Alexej Baumgärtner | Deutschland        | 6:41,91 min |  |

#### 10.000 Meter
| Platz | Name                | Land               | Zeit         |  |
| ----- | ------------------- | ------------------ | ------------ |  |
| 1     | Bob de Jong         | Niederlande        | 12:48,20 min |  |
| 2     | Bob de Vries        | Niederlande        | 13:04,62 min |  |
| 3     | Iwan Skobrew        | Russland           | 13:08,17 min |  |
| 4     | Lee Seung-hoon      | Südkorea           | 13:08,83 min |  |
| 5     | Shane Dobbin        | Neuseeland         | 13:17,56 min |  |
| 6     | Dmitry Babenko      | Kasachstan         | 13:19,59 min |  |
| 7     | Håvard Bøkko        | Norwegen           | 13:22,86 min |  |
| 8     | Marco Weber         | Deutschland        | 13:26,84 min |  |
| 9     | Henrik Christiansen | Norwegen           | 13:30,94 min |  |
| 10    | Jonathan Kuck       | Vereinigte Staaten | 13:33,79 min |  |
|       |                     |                    |              |  |
| 11    | Moritz Geisreiter   | Deutschland        | 13:33,86 min |  |
| 14    | Alexej Baumgärtner  | Deutschland        | 13:40,74 min |  |

#### Teamwettbewerb
- Der Teamwettbewerb geht über acht Runden (nur Innenbahn, ca. 3080 m). Es nehmen acht Teams teil.

| Platz | Name                                                     | Land               | Zeit        |
| ----- | -------------------------------------------------------- | ------------------ | ----------- |
| 1     | Shani Davis Trevor Marsicano Jonathan Kuck               | Vereinigte Staaten | 3:41,72 min |
| 2     | Denny Morrison Lucas Makowsky Mathieu Giroux             | Kanada             | 3:41,85 min |
| 3     | Bob de Vries Jan Blokhuijsen Koen Verweij                | Niederlande        | 3:43,44 min |
| 4     | Marco Weber Tobias Schneider Robert Lehmann              | Deutschland        | 3:45,54 min |
| 5     | Mikael Flygind Larsen Håvard Bøkko Sverre Lunde Pedersen | Norwegen           | 3:45,73 min |
| 6     | Iwan Skobrew Pawel Bainow Aleksandr Rumyantsev           | Russland           | 3:46,02 min |
| 7     | Matteo Anesi Marco Cignini Luca Stefani                  | Italien            | 3:49,68 min |
| 8     | Konrad Niedźwiedzki Zbigniew Bródka Jan Szymański        | Polen              | 3:52,24 min |